# Giuseppe Forti
Giuseppe Forti (21 de dezembro de 1939 — 2 de julho de 2007) foi um astrônomo italiano e prolífico descobridor de asteroides.
O asteroide 6876 Beppeforti foi assim nomeado em sua homenagem.